# Il Volo
Il Volo er en italiensk vokalgruppe, der den 14. februar 2015 vandt den italienske musikkonkurrence Festival di Sanremo med nummeret "Grande amore". Gruppen skal dermed repræsentere Italien i Eurovision Song Contest 2015 i Wien. Det var efter sejren i Sanremo endnu usikkert, om de skulle fremføre "Grande amore" ved Eurovision Song Contest, eller om en anden sang vil blive fundet. Den 19. februar 2015 blev det dog bekræftet, at "Grande amore" er den sang, de skal fremføre. De sluttede på en tredjeplads ved Eurovision Song Contest 2015. De udgav syv studiealbum. Det seneste er Il Volo Sings Morricone, et hyldestalbum dedikeret til den italienske komponist Ennio Morricone.

## Diskografi
- Il Volo (2010)
- We Are Love (2012)
- Buon Natale: The Christmas Album (2013)
- Grande Amore // Grande Amore International Version // L'amore Si Muove (2015)
- Ámame (2018)
- Musica (2019)
- Il Volo Sings Morricone (2021)